# 佛蘭德伯爵菲利普王子
佛蘭德伯爵菲利普（法語：Philippe Eugène Ferdinand Marie Clément Baudouin Léopold Georges，1837年3月24日—1905年11月17日），比利時國王利奧波德一世的三子，利奧波德二世的弟弟。
1840年，菲利普被封為佛蘭德伯爵。1866年羅馬尼亞大公亞歷山德魯·約安·庫扎退位，菲利普被選為下一任大公，但他拒絕了。最終由霍亨索倫-錫格馬林根的卡爾王子繼大公之位。

## 家庭
1867年，菲利普與霍亨索倫-錫格馬林根的瑪麗結婚，共有2子3女：
- 博杜安王子（1869年—1891年），死於流行性感冒
- 約瑟芬·瑪麗公主（1870年—1871年），亨麗埃特的雙胞胎姐姐，夭折
- 亨麗埃特公主（1870年—1948年），約瑟芬·瑪麗的雙胞胎妹妹
- 約瑟芬公主（1872年—1958年）
- 阿爾貝一世（1875年—1934年），1909年繼位為比利時國王